# Chaetanthera revoluta
Chaetanthera revoluta là một loài thực vật có hoa trong họ Cúc. Loài này được (Phil.) Cabrera mô tả khoa học đầu tiên năm 1937.